# 엣지 온
엣지 온(EDGE ON)은 엣지TV에서 운영하는 종합 엔터테인먼트 채널이다.

## 연혁
- 2019년 : (구) 컬처플러스 개국
- 2025년 4월 1일 : (구) 컬처플러스의 엣지 온 채널명 변경이다.